# Erik Malmberg
Erik Malmberg (Göteborg, 15 marzo 1897 – Göteborg, 9 maggio 1964) è stato un lottatore svedese, specializzato sia nella lotta libera che nella lotta greco-romana.

## Palmarès
- Giochi olimpici

Parigi 1924: bronzo nella lotta greco-romana pesi piuma.
Amsterdam 1928: argento nella lotta greco-romana pesi piuma.
Los Angeles 1932: oro nella lotta greco-romana pesi leggeri.
- Mondiali

Helsinki 1921: bronzo nella lotta greco-romana pesi piuma.
- Europei

Milano 1925: bronzo nella lotta greco-romana pesi piuma.
Riga 1926: argento nella lotta greco-romana pesi piuma.
Parigi 1929: oro nella lotta libera pesi leggeri.
Bruxelles 1930: argento nella lotta libera pesi leggeri.
Stoccolma 1930: oro nella lotta greco-romana pesi leggeri.